# Castillo de Moguer
El castillo de Moguer, que se encuentra en la localidad española de Moguer, en la provincia de Huelva (Andalucía), es un castillo almohade reformado y ampliado en el siglo XIV, cuyos orígenes deben buscarse en una torre defensiva romana de principios de nuestra era. Está incluido como Bien de Interés Cultural de los Lugares Colombinos, con las categorías de Monumento, Sitio Histórico y Conjunto Histórico.

## Características
El castillo se levanta en una de las cotas más elevadas de la villa dominando gran parte del término y la desembocadura del río Tinto. Fue construido de tapial a base de argamasa de grava, arcilla y cal aplicada con moldes. El ladrillo, aunque escaso, aparece en las bóvedas de las torres así como reforzando parte del exterior de estas últimas.
Tiene planta cuadrada imperfecta de 44 x 45 metros de planta, con cuatro torreones en las esquinas, también de base cuadrada. Una cava o foso rodeaba al castillo, según se desprende de los testimonios escritos, aunque en la actualidad ha desaparecido bajo las construcciones que lo rodean. En las inmediaciones de esta, por el costado oeste se conserva una noria musulmana. El acceso al castillo se realizaba por el costado noroeste, por la actual calle Santo Domingo, a través de una rampa.
Cada torre, de 9 x 9 metros aproximadamente de planta, contiene dos cámaras cubiertas por bóveda vaída de rosca de ladrillo. La cámara baja, de unos 4 metros de altura, tiene su entrada mediante una puerta en el lienzo interior, que la comunica con el patio de armas, y la luz entra a las mismas a través de sendos vanos o saeteras alargados situados en las fachadas exteriores. La cámara alta de las torres es de menor altura que la baja, dispone de dos vanos rectangulares en las fachadas exterior, así como dos puertas hacia el interior a través de las que se accedía al paseo de ronda. Los cuatro torreones estuvieron rematados por almenas, al igual que los lienzos.
El patio de armas es diáfano y bajo él se halla el aljibe árabe, separado en dos por una arquería, en perfecto estado de conservación, que servía de almacén de agua. También se encuentra una bodega de principios del siglo XIX, de 22 x 10,5 metros, que sirve de sede actual del CAU del Ayuntamiento. El castillo ocupa una superficie de 2232 m², con titularidad municipal, y otros 10 m², correspondientes a una torre, que sigue siendo propiedad privada.

## Historia

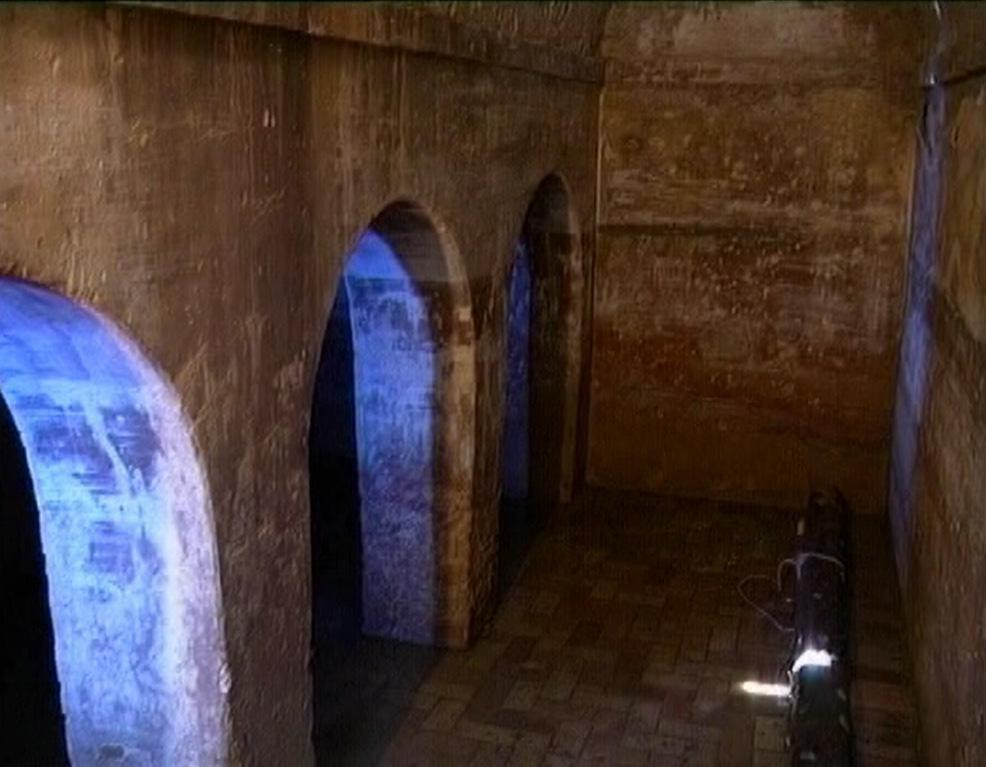
Interior del aljibe bajo su patio de armas

Construida aproximadamente entre el siglo I a. C. y siglo II a. C. como torre de defensa romana de villa denominada "Urium". Con la llegada de los musulmanes, la alquería de  Mogauar o Mogur perteneció al reino taifa de Niebla, reconvirtiendo la torre en castillo almohade y construyendo el aljibe que se encuentra bajo su patio de armas. Razones históricas como la situación estratégica de Moguer (paso obligado de culturas), el auge económico que conoció con los Almohades, así como la semejanza del castillo moguereño con las primitivas “kasbash” avalan el posible origen almohade del mismo.
La construcción del edificio pudo haber coincidido con la fiebre constructora y el avance de las obras de carácter militar impulsadas por los almohades en Sevilla y Niebla, cabecera esta última del Algarve histórico, en la segunda mitad del siglo XII. Otra teoría posible otorgaría la autoría del castillo a alarifes mudéjares de tiempos de los Caballeros de Santiago, cuyas vanguardias habían conquistado la alquería de Moguer entre 1239 y 1240, y cuya orden la conservó en su patrimonio unos treinta años.
Elevada a la categoría de villa y después de pasar por varias manos, Alfonso XI de Castilla la donó en 1333 a su almirante Alonso Jofre Tenorio y a su mujer Elvira Álvarez, que la convirtieron en uno de los núcleos urbanos más ricos y prósperos de la comarca. A partir de esta fecha la fábrica del castillo fue sometida a importantes reformas, permaneciendo como bastión defensivo del nuevo señorío, hasta alcanzar un aspecto similar al que hoy presenta.
El documento más antiguo que menciona al alcázar o castillo se remonta al año 1362. Otros documentos anteriores sugieren la existencia del edificio en cuestión:
- La aparición de la figura del alcaide de Moguer en un documento público del año 1345 indica su relación con la existencia del castillo.
- La carta de donación que Elvira Álvarez, mujer del almirante Alonso Jofre Tenorio, otorgó en Moguer el 21 de mayo de 1356 a favor de las monjas del Monasterio de Santa Clara de esta villa, indicaba que el monasterio se ubicaba "desde las casas del maestro Bucar fasta la cava", topónimo que determina el enclave del castillo.

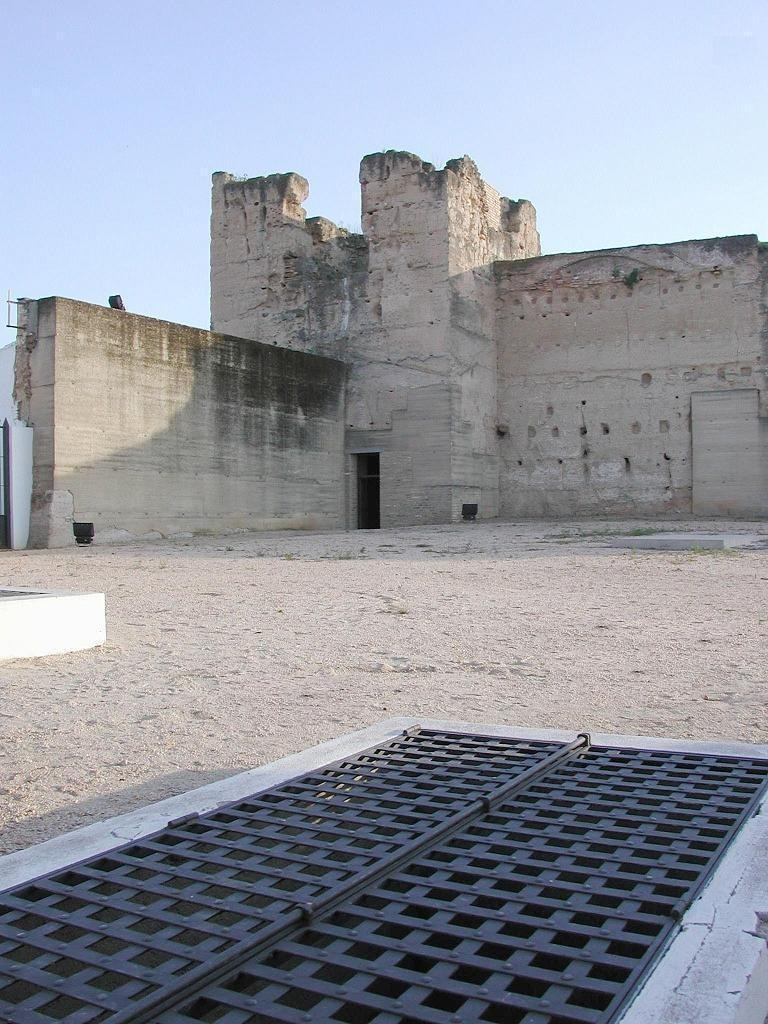
Torre del homenaje desde entrada al aljibe

El castillo fue el núcleo en torno al cual se organizó el primitivo caserío urbano de Moguer, aunque la extensión de la villa hacia la ribera del Tinto rompió la unidad de un posible casco defensivo. Al recinto amurallado de Moguer se le denomina en la documentación indistintamente alcázar, castillo, fortaleza o Ciudadela.
Cada una de las cuatro torres contenía dos cámaras, siendo la situada en el nivel inferior de mayor altura. El interior se cubre con bóveda vaída de rosca de ladrillo, tipología que se repite luego en la cocina del monasterio de Santa Clara. Árabes y mudéjares la usaron en sus construcciones con cierta frecuencia. Las cámaras superiores de las cuatro torres se comunicaban entre sí a través del paseo de ronda. Las mismas se decoraron al fresco con motivos vegetales típicos de la pintura mural del siglo XIV, según se desprende por los hallazgos realizados en la torre Sur, única que ha soportado las inclemencias del tiempo y los cambios históricos.
Los torreones estuvieron rematados, como el resto del castillo, con almenas. La plaza de armas era amplia y diáfana. Dentro del recinto existían edificaciones adosadas a los muros. En la mitad Norte de la planta aparece un aljibe que servía para abastecer de agua al contingente de la fortaleza. Esta obra recuerda mucho construcciones árabes de características similares. El acceso al castillo se hacía por el costado Noroeste.
Una cava o foso rodeaba parte del recinto. Dicho desnivel del terreno se le conocía en el siglo XIX, y aun en épocas recientes, como gavia del Castillo (Plano de Moguer por Francisco Coello, 1869). El castillo de Moguer desempeñaba una triple función: la primera básicamente militar, como residencia temporal del señor de la villa, y ocasionalmente, también, como depósito carcelario.
1. La función militar: Era la más importante en relación con las actividades y fines que el castillo tenía encomendados. Al frente del mismo se encontraba el alcaide, que era nombrado por el señor de la villa. El alcaide, además, disfrutaba de amplias atribuciones y jugaba un importante papel en la vida pública. Pertenecía al sector socioeconómico más elevado.
2. La residencia del señor: Los árabes denominaban Alcazaba al castillo donde residía la autoridad civil o militar de la demarcación. Esta denominación se mantuvo tras la conquista de los territorios andalusíes por los cristianos.
Aunque los Portocarrero, señores de Moguer, solían residir en Sevilla o en Jerez de los Caballeros, eran frecuentes las visitas a su villa, relacionadas casi todas ellas con asuntos de su patrimonio. En ocasiones dichas estancias se prolongaban, siendo el castillo la residencia habitual de aquellos o de cualquier otro miembro de su familia.
3. El depósito carcelario: El castillo servía igualmente como cárcel ocasional hasta mediados del siglo XVIII en que se construyó el nuevo edificio para el Cabildo, destinado a ayuntamiento, pósito y cárcel.

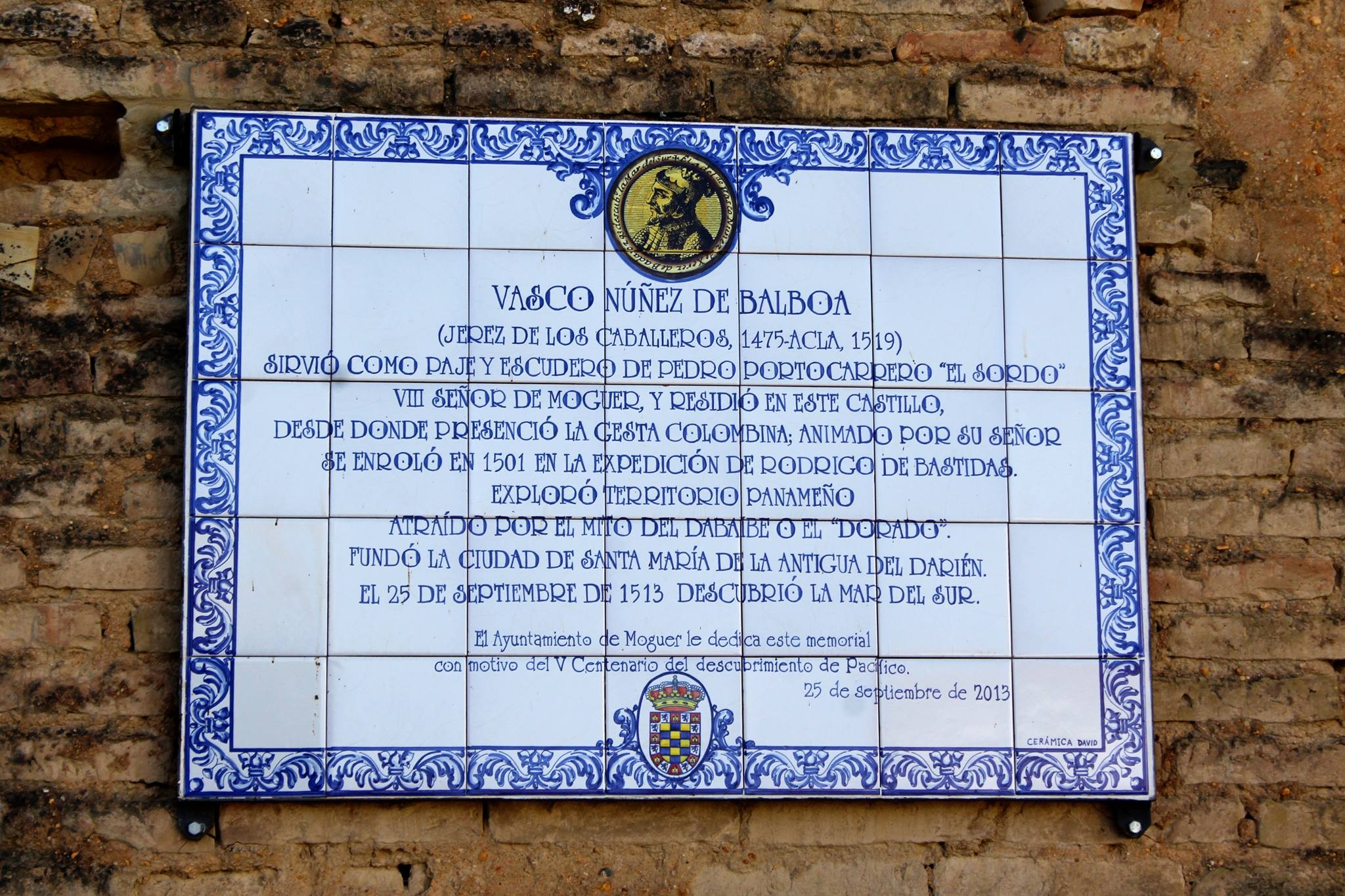
Placa homenaje a Vasco Núñez de Balboa

En el siglo XV vivió en el Castillo Vasco Núñez de Balboa, sirviendo como paje y escudero de Pedro Portocarrero, VIII señor de Moguer. Allí fue testigo de los preparativos y desarrollo del viaje descubridor. En 1500, animado por su señor y las noticias de los viajes de Cristóbal Colón hacia el Nuevo Mundo, decidió emprender su primer viaje a América dentro de la expedición de Rodrigo de Bastidas.
El castillo debió quedar muy afectado tras el terremoto de Lisboa de 1755. En la vista de Moguer que Espinalt y García inserta en su Atlanta Español (año de 1781), menciona, entre otros edificios, al castillo arruinado. La situación de abandono del recinto, perdida ya su función militar, y la falta de terreno para edificar llevó al Cabildo moguereño a urbanizar a partir del último tercio del siglo XVIII toda el área del castillo, política extensible a otras zonas de la población. De esta forma el recinto quedó ahogado definitivamente por los nuevos edificios destinados a bodegas vinateras que aprovecharon sus muros como linderos. La plaza de armas y el aljibe quedaron seccionadados en 2 mitades por la creación de la calle Amparo que comunicaba las calles Santo Domingo y Rábida.
Fue declarado Monumento Nacional y está protegido por el Ministerio de Educación Nacional por el Decreto de 22 de abril de 1949.
Le afecta igualmente la Ley del Patrimonio Histórico de la Comunidad Autónoma Andaluza de 1991. Tras la declaración, el ayuntamiento, recuperó la propiedad de todo el interior y parte de las zonas circundantes al mismo.
También fue incluido en el Plan General de Ordenación Urbana como elemento a proteger. La restauración parcial de muros y torres, con el reforzado del tapial, fue realizada y financiada con el "Convenio Colón 92", en el marco de las actividades del V Centenario del Descubrimiento de América (1992). En los años siguientes, la falta de uso de la fortificación y su entorno, propiciaron su degradación progresiva.

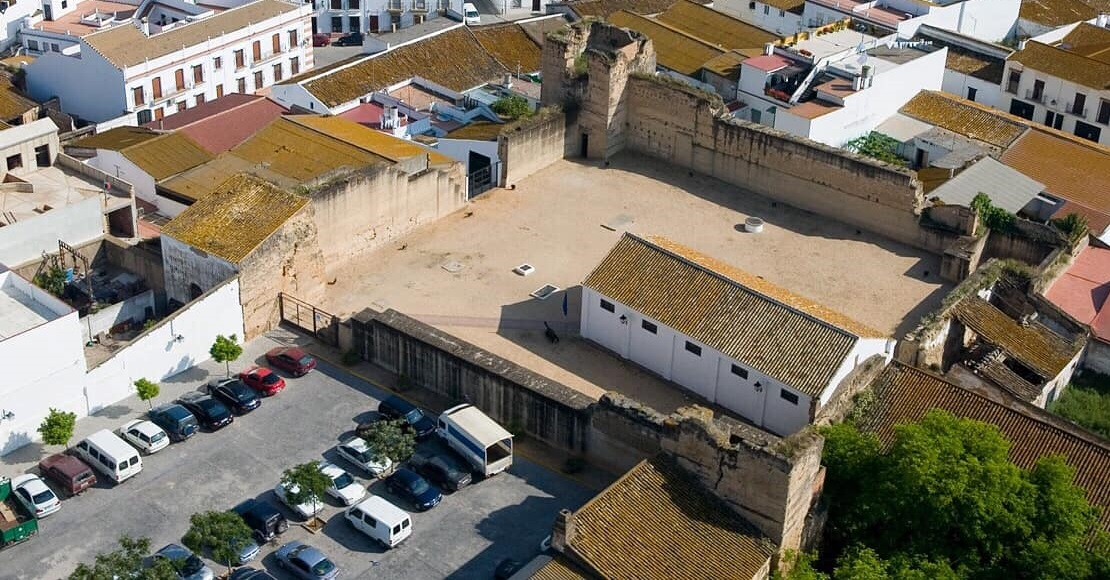
Vista del castillo tras restauración.

El 8 de agosto de 2001 se inauguró como nuevo espacio público tras las actuaciones acometidas, por el Ayuntamiento de Moguer, tanto en el castillo como en su entorno, en el marco financiero del proyecto PRODER, con una inversión total de 35 millones de pesetas (210.350 €). Se recuperó y adecentó el patio de armas dotándolo de iluminación y de 2 cañones con sus cureñas, se restauró los lienzos de la muralla más deteriorados y la Torre del Homenaje, se remodeló el acceso al aljibe y se dotó de unas rejas forjadas, al igual que a dos pozos existentes en el patio de armas. La bodega interior, de principios del siglo XIX, se restauró por completo, habilitándola como oficina de turismo y sala de exposición "Moguer y el Descubrimiento de América", en la que se mostraban, en diferentes vitrinas, documentos facsímiles en los que se recogían los diferentes acontecimientos que se desarrollaron en Moguer y que mostraban la destacada participación de Moguer en los preparativos y desarrollo del viaje descubridor, también se mostraba una maqueta de los astilleros de la carabela La Niña y se informaba de su historia y la de sus propietarios, los Hermanos Niño. Por último, en la parcela anexa al castillo, que lo comunica con la calle Castillo, se habilitó un amplio acceso al Castillo, y se construyó un aparcamiento de 56 plazas con arbolado.
El  18 de octubre de 2016 se amplió su protección como B.I.C., con el Decreto 167/2016, inscribiéndose en el Catálogo General del Patrimonio Histórico Andaluz, como Bien de Interés Cultural (B.I.C.) con la tipología de "Sitio histórico" y “Conjunto Histórico” de los Lugares Colombinos. En la actualidad la bodega del castillo sirve como dependencia municipal, en la que se ubica el Centro de Atención al Ciudadano del Ayuntamiento.

## Galería

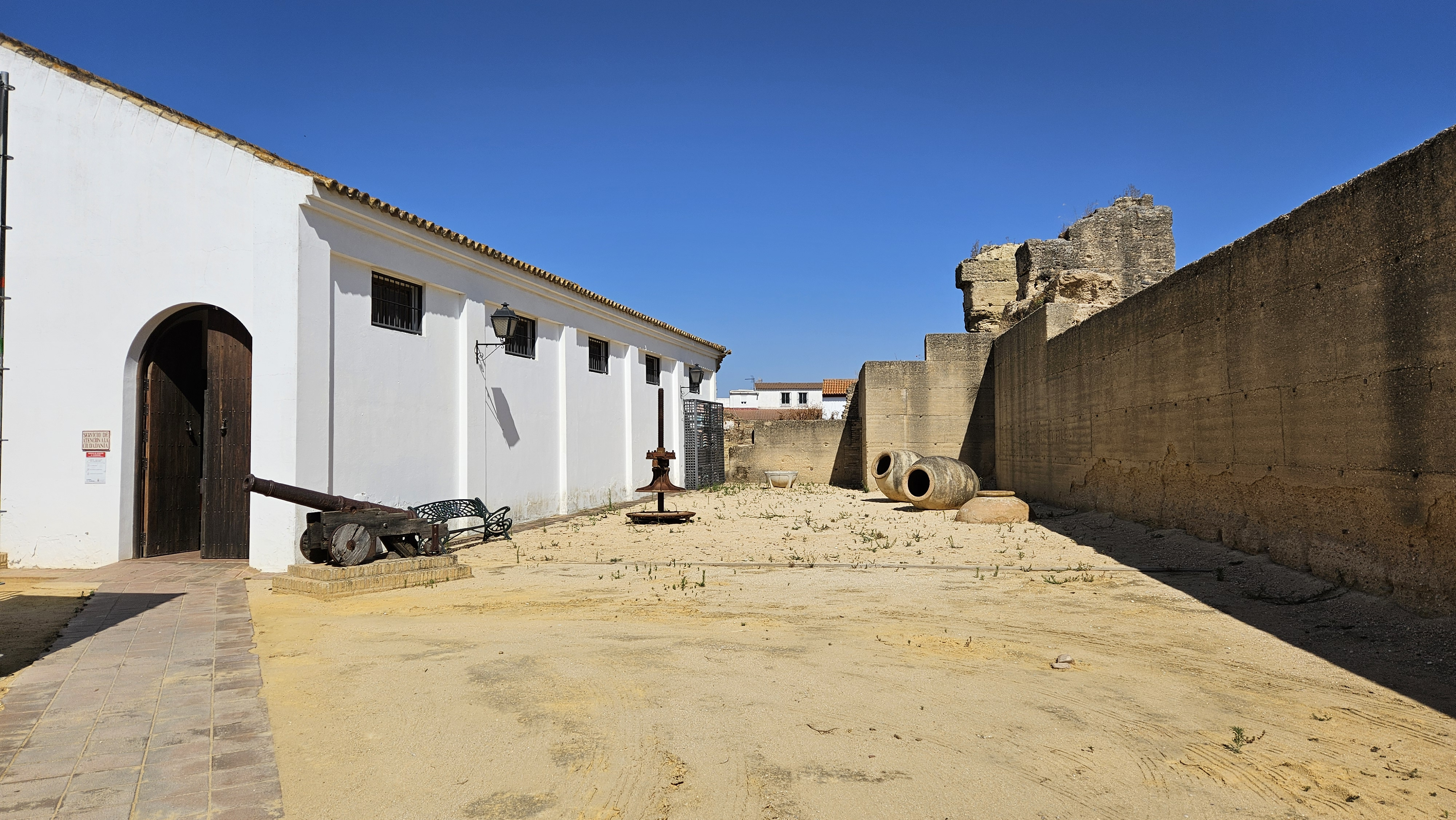
Patio de armas junto a bodega
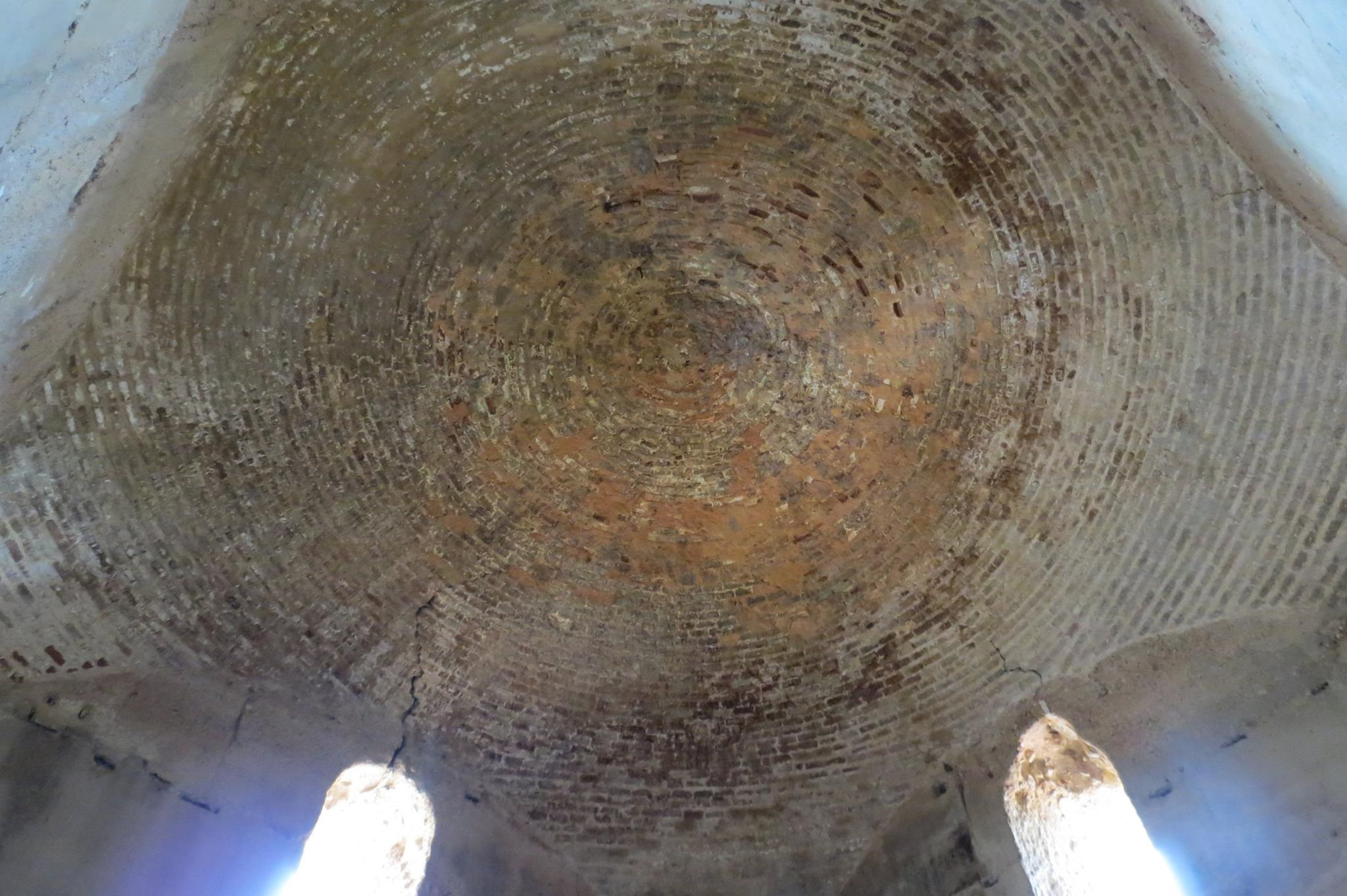
Techo de Torre del Homenaje